# Romuald Świątek-Horyń
Pour les articles homonymes, voir Swiatek.
Romuald Świątek-Horyń, de son vrai nom Roman Świątkiewicz, détenu en camp de travail soviétique de 1950 à 1956, est l'auteur d'ouvrages historiques controversés. 
Son livre The Katyn Forest décrivait le massacre de Katyń et ses conclusions affirmaient qu'il avait été commis par les Allemands,,. Il a continué à soutenir cette thèse, même après les excuses officielles du gouvernement soviétique en 1990 reconnaissant la responsabilité directe de Beria.

## Biographie
Né le 20 mai 1928 dans la voïvodie de Polésie (sur l'actuel territoire de la région de Brest en Biélorussie) il quitte sa région natale après l'annexion à l'URSS au début de la Seconde Guerre mondiale, sa famille étant déportée dans la région d'Arkhangelsk. En avril 1942, avec des membres de l'armée polonaise reconstituée, ils sont autorisés à quitter l'URSS pour l'Iran, avant d'arriver en Angleterre.
En 1949, il décide de visiter son pays natal avant de s'installer en Pologne. Peu de temps après son arrivée en URSS, il est arrêté par la milice soviétique et il est condamné à cinq ans puis vingt-cinq ans dans des camps de travail. Après bien des péripéties, il est finalement libéré en octobre 1956.

## Livres
- Romuald Świątek-Horyń / Roman Horyń, Przed czerwonym trybunałem, 1987  (ISBN 978-0-948638-01-5) réimprimé en Pologne à Białystok, Białostockie Wydawnictwo Prasowe, 1990
- Romuald Świątek-Horyń, The Katyn Forest, Londres. Panda Press, 1988, 106 pp.  (ISBN 1-870078-30-6), réédité en Pologne en 1990
- Roman Horyń, Generał Sikorski w świetle dokumentów, Wydawn. "Ojczyzna", 1996  (ISBN 978-83-8644-906-4)
- Roman Horyń, Rachunek sumienia, Roman Świątek, 1996.  (ISBN 978-83-903226-0-5) .
- Roman Horyń, Geneza zbrodni bolszewickich: 1917-1953, Romuald Świątek, 2001  (ISBN 978-83-915599-0-1)
- Roman Horyń, Kulisy gibraltarskiej tragedii, Romuald Świątek, 2012  (ISBN 978-83-915599-2-5)
- Roman Horyń, Ałtajska Księżniczka, Książka i Prasa, 2012  (ISBN 978-83-8835348-2)